# 층밀림 얇아지기
유변학에서, 층밀림 얇아지기(shear thinning) 또는 전단 박화는 전단변화율이 클수록 점도가 감소하는 비뉴턴 유체이다. 때때로 유사 가소성 작용과 비슷하게 작용된다고 생각되기도 하며, 요변성과 같이 시간 의존성을 가지지 않는 성질이라 정의하기도 한다. 전단 박화 작용은 분자량이 작은 순수한 액체, 소금물이나 설탕물과 같은 이상 용액에서는 보이지 않으나, 중합체 용액이나 융해시킨 중합체, 그리고 케첩, 휘핑크림, 혈액, 페인트, 메니큐어,달팽이 점액 같은 현탁에서 볼 수 있다.

## 층밀림 얇아지기 거동 뒤에 있는 이론

### 거듭제곱 법칙 모델
오스트발트-드 웰 관계식

## 요변성과의 관계
몇몇 저자들은 전단벽화를 요변성(thixotropy)의 특수한 경우라고 생각한다. 왜냐하면 액체의 미세구조가 처음상태로 회복하기 위해서는 시간이 요구되기 때문이다. 그러나 형태가 변형된 후 점성 회복이 매우 빨리 일어나면 전단벽화 현상이나 유사가소성 현상이 나타난다. 왜냐하면 유동시키는 것을 멈추는 동시에 점도가 원래 상태로 돌아가기 때문이다. 점도가 회복되는데 어느 정도 시간이 걸리면 요변성 현상이 관찰된다. 그러나 액체의 점도를 설명할 때는, 전단 벽화를 요변성과 구별하는 것이 유용하다. 교반 후 전단 속도가 감소할 때, 이 두 현상은 같은 액체에서 따로따로 보인다.

## 실생활 예시
현대의 페인트는 유사가소성 물질의 예이다. 페인트를 붓이나 롤러로 휘저으면 묽고 표면에 고르게 발린다. 한번 바른 페인트는 다시 점도가 높아져 뚝뚝 떨어지거나 흘러내리는 것을 방지한다.
케찹은 소량의 잔탄검(0.5%)의 첨가로, 전단 벽화 현상이 일어난다.

## 같이 보기
- 비뉴턴 유체
- 멱법칙 유체
- 유동학
- 케이 효과(Kaye effect)
- 층밀림 변형력(shear stress)
- 오스본 레이놀즈
- 시간의존성 점도
- 유변성: 유체가 층밀림힘을 받는 시간이 길 수록 점성도가 높아진다. 시간 의존적 층밀림 두꺼워지기 행동이다.
- 요변성: 유체가 층밀림힘을 오래 받을 수록 점성도가 낮아진다. 시간 의존적 층밀림 얇아지기 행동이다.
- 층밀림 두꺼워지기(shear thickening): 유변성과 비슷하나, 시간의 흐름과 상관없다.
- 증점제(thickening agent)
- 시너(paint thinner)